# Pearcea bilabiata
Pearcea bilabiata  (лат.) — вид цветковых растений рода Пирсия (Pearcea) семейства Геснериевые (Gesneriaceae).

## Описание
Стебель высотой от 20 до 100 см, часто разветвённый. Листья яйцевидно-ланцетные. Соцветия расположены в верхних пазухах листьев, состоят из 2—7 желто-зеленых или пурпурных цветков. Венчик двугубый.

## Распространение
Эндемик Эквадора. Обитает в тропических и субтропических влажных горных лесах на высоте 800-1500 м дан уровнем моря.